# ミザール
ミザール（ミザル, Mizar）あるいはおおぐま座ζ星（おおぐまざゼータせい）は、おおぐま座の恒星で2等星。北斗七星を形成する恒星の1つでもあり、ひしゃくの柄の先端から2番目に位置する。

## 概要
視力の良い観測者であれば、ζ星のすぐ脇に暗い星（4等星）があるのが分かる。この星はアルコル (Alcor) またはおおぐま座80番星と呼ばれる。この2つの星はしばしば馬と騎手に例えられ、またアルコルを見分けられるかどうかが昔から視力の検査に用いられてきた。

## 特徴
ヒッパルコス衛星により年周視差によって測定されたミザールA、Bの太陽からの距離は約86光年である。アルコルは約82光年の距離にあり、約4光年離れている。これらの星は全ておおぐま座運動星団の一員であり、固有運動から見るとほぼ同じ方向に運動していることが分かっているが、ミザールとアルコルが見かけの二重星なのか、重力的に束縛された真の連星なのかについては分かっていない。この運動星団はかつて同じ場所で同時期に生まれ、今ではほとんど分散した星団であることが固有運動から分かっている。北斗七星の他の星のうち、α星とη星を除く4個もこの運動星団に属している。
望遠鏡と分光法の発明によって、ζ星にはさらに別の伴星が見つかっている。ζ星は望遠鏡によって発見された最初の連星系で、最初にこれを見つけたのはガリレオ・ガリレイの弟子のベネデット・カステリであると考えられている。1617年にカステリはガリレオにこれを観測するよう依頼しており、これを受けてガリレオはミザールの詳細な記録を残している。その後、1650年頃にはジョヴァンニ・バッティスタ・リッチョーリが、ミザールが二重星に見えることを書き残している。この伴星はミザールBと呼ばれ、見かけの等級が4.0等で、主星から380auの距離まで近づく。ミザールAとミザールBの公転周期は数千年である。その後さらにミザールAは1889年に、エドワード・ピッカリングによって分光連星でもあることが発見された。これは歴史上最初に発見された分光連星である。この分光連星をなす二つの星はともに太陽の約35倍の明るさを持ち、約20日周期で公転している。また後に、ミザールBも分光連星であることが明らかとなった。1996年にはミザールA連星系がアメリカの NPOI (Navy Prototype Optical Interferometer) 干渉計によって非常に高い分解能で撮影された。

## 名称
ミザールは、アラビア語の ميزر mīzar に由来する。元々はおおぐま座β星に使われていた mīraq という名前が、綴りを変えて中世後期から誤ってζ星に使われるようになったものと考えられている。2016年6月30日に国際天文学連合の恒星の命名に関するワーキンググループ (Working Group on Star Names, WGSN) は、Mizar をおおぐま座ζ星の固有名として正式に承認した。
『史記』などの「天官書」での名は開陽、唐の密教教典『仏説北斗七星延命経』では武曲（むごく）である。